# 温厚
| ウィキペディアには「温厚」という見出しの百科事典記事はありません（タイトルに「温厚」を含むページの一覧/「温厚」で始まるページの一覧）。 代わりにウィクショナリーのページ「温厚」が役に立つかもしれません。 |